# Robert Jasper More
Robert Jasper More, né le 30 octobre 1836 et mort le 25 novembre 1903, est un propriétaire foncier, avocat et homme politique libéral anglais qui siège à la Chambre des Communes en deux périodes entre 1865 et 1903.

## Biographie
More est le fils du révérend Thomas Frederick More, J.P., de Linley Hall. Shropshire, et son épouse Harriet Mary More fille de Thomas More de Larden Hall, Much Wenlock. Il fait ses études au Balliol College, où il obtient son diplôme de baccalauréat universitaire ès lettres en 1860 et son MA et BCL en 1862. Il est admis au barreau de Lincolns Inn en 1863.
More est élu Membre du Parlement pour Shropshire South en 1865, mais perd son siège en 1868. En 1876, il fait une tournée dans les Balkans après l'insurrection d'avril avec Lady Strangford dont il publie par la suite un récit. More est un Justice of the peace (JP) et Deputy Lieutenant pour le Shropshire et le High Sheriff of Shropshire en 1881. Il est également un JP pour Montgomeryshire. Il recueille des spécimens de minéraux dans les anciennes mines de plomb du South Shropshire. En 1886, il les expose à la réunion de la British Science Association à Birmingham, puis les prête et en fait don au Mason College.
En 1885, More se tient à Ludlow et remporte le siège qu'il conserve jusqu'à sa mort en 1903 à l'âge de 67 ans.
More est marié avec Evaline Frances Carr, fille du révérend Edward Carr, chanoine de Liverpool en 1871. Ils vivent à Linley Hall, près de Bishop's Castle dans le Shropshire.